# 1762 Расселл
1762 Расселл (1762 Russell) — астероїд головного поясу, відкритий 8 жовтня 1953 року.
Тіссеранів параметр щодо Юпітера — 3,291.